# Lloyd Erskine Sandiford
Lloyd Erskine Sandiford (Isole Sopravento Britanniche, 24 marzo 1937 – Bridgetown, 26 giugno 2023) è stato un politico e diplomatico barbadiano.

## Biografia
Studiò all'Università delle Indie occidentali in Giamaica dove conseguì la laurea in letteratura inglese; prese poi una seconda laurea, in economia, all'Università di Manchester. Tornò quindi alle Barbados dove divenne insegnante ed entrò nel Partito Laburista Democratico (DLP). Nel 1966 divenne uno dei consiglieri del primo ministro Errol Barrow.
Nel 1967, un anno dopo l'indipendenza dell'isola, fu eletto al Senato e divenne Ministro dell'Istruzione nel governo di Errol Barrow. Nel 1971 entrò alla Camera dei rappresentanti delle Barbados. Nel 1975 fu nominato Ministro della Sanità e degli Affari Sociali. Nel 1976 il DLP perse le elezioni contro il Partito Laburista di Barbados, ma egli fu rieletto deputato.
Nel 1986 fu nominato vice primo ministro di Barrow. Gli subentrò alla morte di lui nel 1987, durante il suo mandato. Nel 1991 fu rieletto Presidente del Consiglio ma, persa la mozione di fiducia, indisse le elezioni politiche nel settembre 1994, due anni prima della data prevista dalla Costituzione. 
Rimase in Parlamento fino al 1999. In seguito fu ambasciatore delle Barbados nella Repubblica Popolare Cinese.
Si è spento nel 2023.